# Panther Racing
Panther Racing – zespół wyścigowy startujący w IndyCar Series. Jego właścicielem jest John Barnes.
Pod koniec 1997 roku Barnes wraz z sześcioma wspólnikami założył zespół, który debiutował w IRL w kolejnym sezonie. Głównym sponsorem był koncern naftowy Pennzoil.
Przez pierwsze trzy sezony jedynym regularnym kierowcą zespołu był Scott Goodyear, który w tym okresie odniósł trzy zwycięstwa oraz zdobył tytuł wicemistrzowski w 2000 roku.

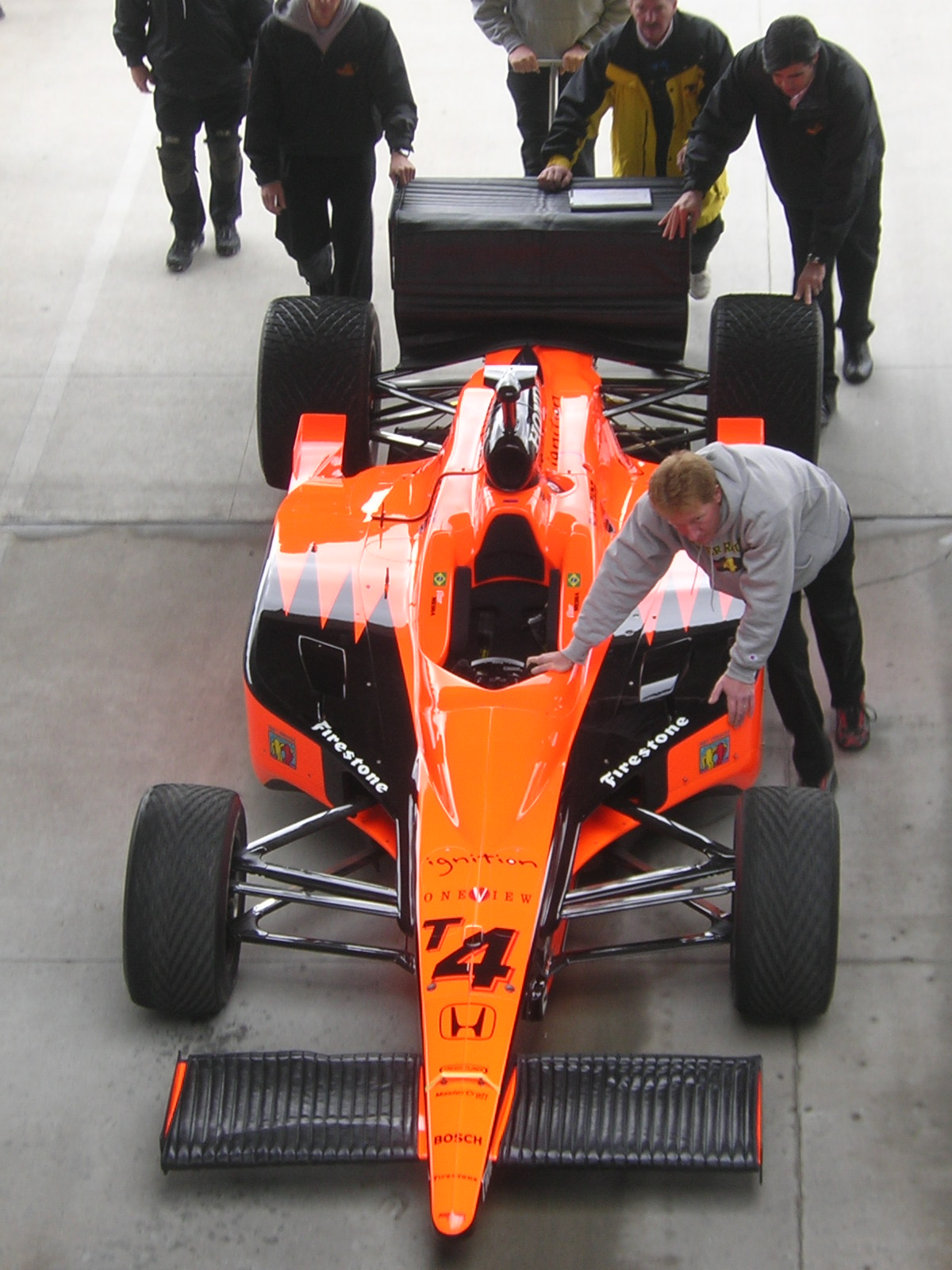
Samochód Vítora Meiray z sezonu 2006

Po zakończeniu kariery przez Goodyeara, jego następcą został Sam Hornish Jr., co wiąże się z największymi sukcesami zespołu w IRL. Hornish wywalczył dwa tytuły mistrzowskie w latach 2001–2002, zostawiając w pokonanym polu kierowców z czołowych zespołów Penske Racing oraz Chip Ganassi Racing, które przed sezonem 2002 dołączyły do Indy Racing League. W tymże roku Panther po raz pierwszy wystawił drugi samochód, którego kierowcą w końcowych wyścigach sezonu był Dan Wheldon.
W 2003 roku silniki Chevroleta używane przez Panther, znacznie odbiegały mocą od konkurencyjnych jednostek Hondy oraz Toyoty i dopiero pod koniec sezonu, po wprowadzeniu nowej wersji, Hornish Jr mógł nawiązać walkę z rywalami, odnosząc trzy zwycięstwa. W końcowej klasyfikacji zajął piąte miejsce.
Przed sezonem 2004 w zespole doszło po poważnych zmian. Panther Racing wchłonęło aktywa zespołu Johna Menarda i po raz pierwszy wystawiło dwa samochody w pełnym programie startów. Sam Hornish Jr odszedł do Penske, a jego następcami zostali Tomas Scheckter oraz Mark Taylor, którego z kolei w połowie sezonu zastąpił Townsend Bell.
W 2005 roku Bella zastąpił Tomáš Enge; Scheckter pozostał liderem zespołu.
W sezonie 2006 zespół powrócił do wystawiania tylko jednego samochodu, którego kierowcą został Vítor Meira. Brazylijczyk reprezentował barwy ekipy przez kolejne trzy sezony. W 2007 roku jego partnerem był Kōsuke Matsuura, korzystający ze wsparcia Aguri Suzukiego.
Od początku 2009 roku miejsce Meiry zajął Dan Wheldon, wracający do zespołu po siedmiu latach przerwy.
Panther Racing jest najdłużej występującym zespołem w IndyCar Series i jedynym, który należał do oryginalnej IRL przed przystąpieniem czołowych ekip CART w 2002 roku (Ganassi Racing i Walker Racing wystawiały samochody równolegle w obu seriach).
Po odejściu Sama Hornisha Jr w 2004 roku, zespół wygrał tylko jeden wyścig (Tomas Scheckter w 2005 roku na torze Texas Motor Speedway).

## Kierowcy IndyCar Series
- John Andretti (2007, tylko Indianapolis 500)
- Townsend Bell (2004-2005)
- Billy Boat (2003, tylko Indianapolis 500)
- Tomáš Enge (2005)
- Scott Goodyear (1998-2000)
- Sam Hornish Jr. (2001-2003)
- Buddy Lazier (2005)
- Robby McGehee (2003, tylko Indianapolis 500)
- Kōsuke Matsuura (2007)
- Vítor Meira (2006-2008)
- Hideki Mutō (2007, tylko wyścig w Chicagoland)
- Tomas Scheckter (2004-2005)
- Scott Sharp (2009, tylko Indianapolis 500)
- David Steele (1998-1999, tylko trzy wyścigi)
- Mark Taylor (2004)
- Dan Wheldon (2002, od 2009)